# Sơ đồ ngang Gantt

Sơ đồ ngang Gantt trong Microsoft Project.

Sơ đồ ngang Gantt, còn gọi là Sơ đồ Gantt hay biểu đồ Gantt, (tiếng Anh là: Gantt chart), là một dạng thể hiện tiến độ dự án cổ điển nhất, được Henry Gantt phát minh ra vào năm 1910. Tuy là cổ điển nhưng do tính chất đơn giản dễ hiểu của nó mà hiện nay sơ đồ ngang Gantt vẫn được dùng phổ biến trong quản lý dự án, thậm chí còn được cải tiến, dùng trong phần mềm quản lý dự án hiện đại như; Microsoft Project, để chuyển đổi việc thể hiện các dạng tiến độ phức tạp như sơ đồ mạng (dự án).

## Lịch sử
Do Henry Gantt xây dựng từ cuối thập niên 10 thế kỷ 20
Mục tiêu: xác định tối ưu các công việc khác nhau của một nhiệm vụ (đơn hàng, dự án,…) cần thực hiện trong một thời kỳ cụ thể
Áp dụng cho DN SX SP đơn chiếc
Các thông tin cần có
Về độ dài mỗi công việc
Điều kiện trước của các công việc
Thời hạn phải hoàn thành
Khả năng về nguồn lực và năng lực SX
Các điều kiện liên quan khác
Trình tự các công việc trong sơ đồ
Bắt đầu với những công viêc không có điều kiện trước
Tiếp đến là các công việc mà những công việc trước nó đã hoàn thành
Lặp lại cho đến khi kết thúc nhiệm vụ

## Nguyên tắc ưu tiên:
Nhiệm vụ có kỳ hạn phải hoàn thành gần nhất
Nhiệm vụ đặt trước
Nhiệm vụ có độ dài thời gian phải hoàn thành gần nhất
Nhiệm vụ có thời gian dự trữ nhỏ nhất
Cho phép xác định và điều hành theo:
Thời gian thực hiện nhiệm vụ
Thời gian dự trữ của từng công việc
Theo dõi tiến trình thực hiện nhiệm vụ

## Hạn chế:
Không thể thực hiện được cho các nhiệm vụ phức tạp
Không thấy rõ mối liên hệ logic của các công việc trong nhiệm vụ
Mức tồn đọng SP dở dang lớn, chỉ có thể khắc phục một lần bằng cách lựa chọn đúng nguyên tắc ưu tiên khi xây dựng biểu đồ.